# Happy childhood
Happy childhood és un mural pintat amb esprai al carrer de la Unió de Martorell (Baix Llobregat). Obra de l'artista lleidatana Mireia Serra, coneguda artísticament com a Lily Brick, està dedicat al respecte als infants. Va ser realitzat el novembre de 2018, formant part de la tercera edició d'IntArtvenció.
L'abril de 2023 aquest mural va ser seleccionat per la plataforma global Street Art Cities en el concurs que organitza cada mes a través del seu web i que reuneix obres d'art urbà de tot el món.